# Municipio de Huron (Ohio)
El municipio de Huron (en inglés: Huron Township) es un municipio ubicado en el condado de Erie en el estado estadounidense de Ohio. En el año 2010 tenía una población de 10697 habitantes y una densidad poblacional de 148,58 personas por km².

## Geografía
El municipio de Huron se encuentra ubicado en las coordenadas 41°23′39″N 82°35′13″O / 41.39417, -82.58694. Según la Oficina del Censo de los Estados Unidos, el municipio tiene una superficie total de 71.99 km², de la cual 59.86 km² corresponden a tierra firme y (16.85%) 12.13 km² es agua.

## Demografía
Según el censo de 2010, había 10697 personas residiendo en el municipio de Huron. La densidad de población era de 148,58 hab./km². De los 10697 habitantes, el municipio de Huron estaba compuesto por el 96.22% blancos, el 1.1% eran afroamericanos, el 0.2% eran amerindios, el 0.72% eran asiáticos, el 0.01% eran isleños del Pacífico, el 0.36% eran de otras razas y el 1.39% pertenecían a dos o más razas. Del total de la población el 2.18% eran hispanos o latinos de cualquier raza.